# Thomas Fabbiano
 Thomas Fabbiano  (26 de mayo de 1989) es un extenista profesional italiano

## Carrera

### Juvenil
En el año 2007 Fabbiano se corona campeón en roland garros en la modalidad dobles juveniles. Su pareja en el torneo fue el bielorruso  Andrei Karatchenia, disputando la final ante el estadounidense Kellen Damico y el francés Jonathan Eysseric.
Fueron ampliamente dominantes en la final derrotándolos 6-0, 6-4.

### Profesional
Ganó su primer título challenger en modalidad de dobles. En su país, en la ciudad de Manerbio, disputó el torneo junto al serbio Boris Pašanski triunfando en la final a la pareja italiana  Massimo Dell'Acqua y Alessio di Mauro por 7-6, 7-5.
En el año 2010 se coronó campeón en dobles en 2 torneos challengers disputados en su país. En el mes de julio ganó el Challenger de San Benedetto teniendo al español Gabriel Trujillo como pareja. En agosto, obtuvo el Challenger de Trani, esta vez junto a su compatriota Matteo Trevisan como pareja.
En el mes de julio de 2013 cae su título más importante hasta la fecha. Se coronó campeón en individuales por primera vez en el Challenger de Recanati, apabullando en la final al quinto preclasificado el francés David Guez por 6-0, 6-3.

## Títulos Grand Slam juvenil

### Dobles
| Año  | Torneo                  | Superficie    | Pareja             | Rivales en la final             | Resultado |
| 2007 | Torneo de Roland Garros | Tierra batida | Andrei Karatchenia | Kellen Damico Jonathan Eysseric | 6–4, 6–0  |

## Títulos; 9 (6 + 3)
| Leyenda                        | Individuales | Dobles |
| ------------------------------ | ------------ | ------ |
| Grand Slam (tenis)\|Grand Slam | 0            | 0      |
| ATP World Tour Finals          | 0            | 0      |
| ATP World Tour Masters 1000    | 0            | 0      |
| ATP World Tour 500 Series      | 0            | 0      |
| ATP World Tour 250 Series      | 0            | 0      |
| ATP Challenger Series          | 6            | 3      |

### Individuales
| No. | Fecha      | Torneo                 | Superficie | Rival en la final    | Resultado      |
| --- | ---------- | ---------------------- | ---------- | -------------------- | -------------- |
| 1.  | 21.07.2013 | Challenger de Recanati | Dura       | David Guez           | 6-0, 6-3       |
| 2.  | 13.03.2016 | Challenger de Zhuhai   | Dura       | Ze Zhang             | 5-7, 6-1, 6-3  |
| 3.  | 25.03.2017 | Challenger de Quanzhou | Dura       | Matteo Berrettini    | 7-65, 7-67     |
| 4.  | 06.05.2017 | Challenger de Gimcheon | Dura       | Teimuraz Gabashvili  | 7-5, 6-1       |
| 5.  | 13.05.2017 | Challenger de Seúl     | Dura       | Soon Woo Kwon        | 1-6, 6-4, 6-3  |
| 6.  | 21.10.2018 | Challenger de Ningbo   | Dura       | Prajnesh Gunneswaran | 7-64, 4-6, 6-3 |

### Dobles
| No. | Fecha      | Torneo                      | Superficie    | Pareja                 | Rival en la final                   | Resultado      |
| --- | ---------- | --------------------------- | ------------- | ---------------------- | ----------------------------------- | -------------- |
| 1.  | 24.08.2008 | Challenger de Manerbio      | Tierra batida | Boris Pašanski         | Massimo Dell'Acqua Alessio di Mauro | 7–6, 7–5       |
| 2.  | 11.07.2010 | Challenger de San Benedetto | Tierra batida | Gabriel Trujillo-Soler | Francesco Aldi Daniele Giorgini     | 7–6(4), 7–6(5) |
| 3.  | 15.08.2010 | Challenger de Trani         | Tierra batida | Matteo Trevisan        | Daniele Bracciali Filippo Volandri  | 6–2, 7–5       |